# 河合塾仙台校

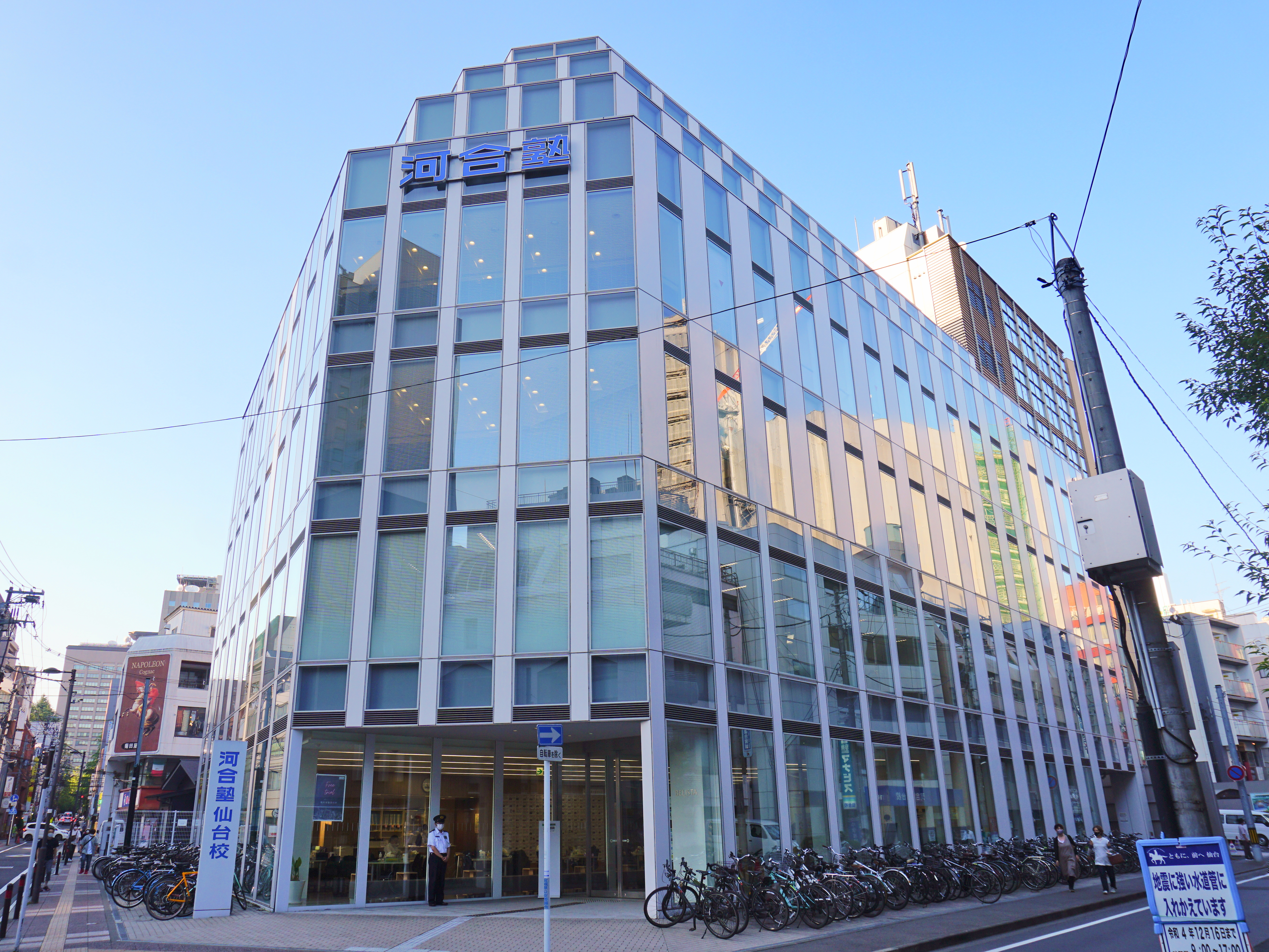
ベリスタ館
(2022年9月)

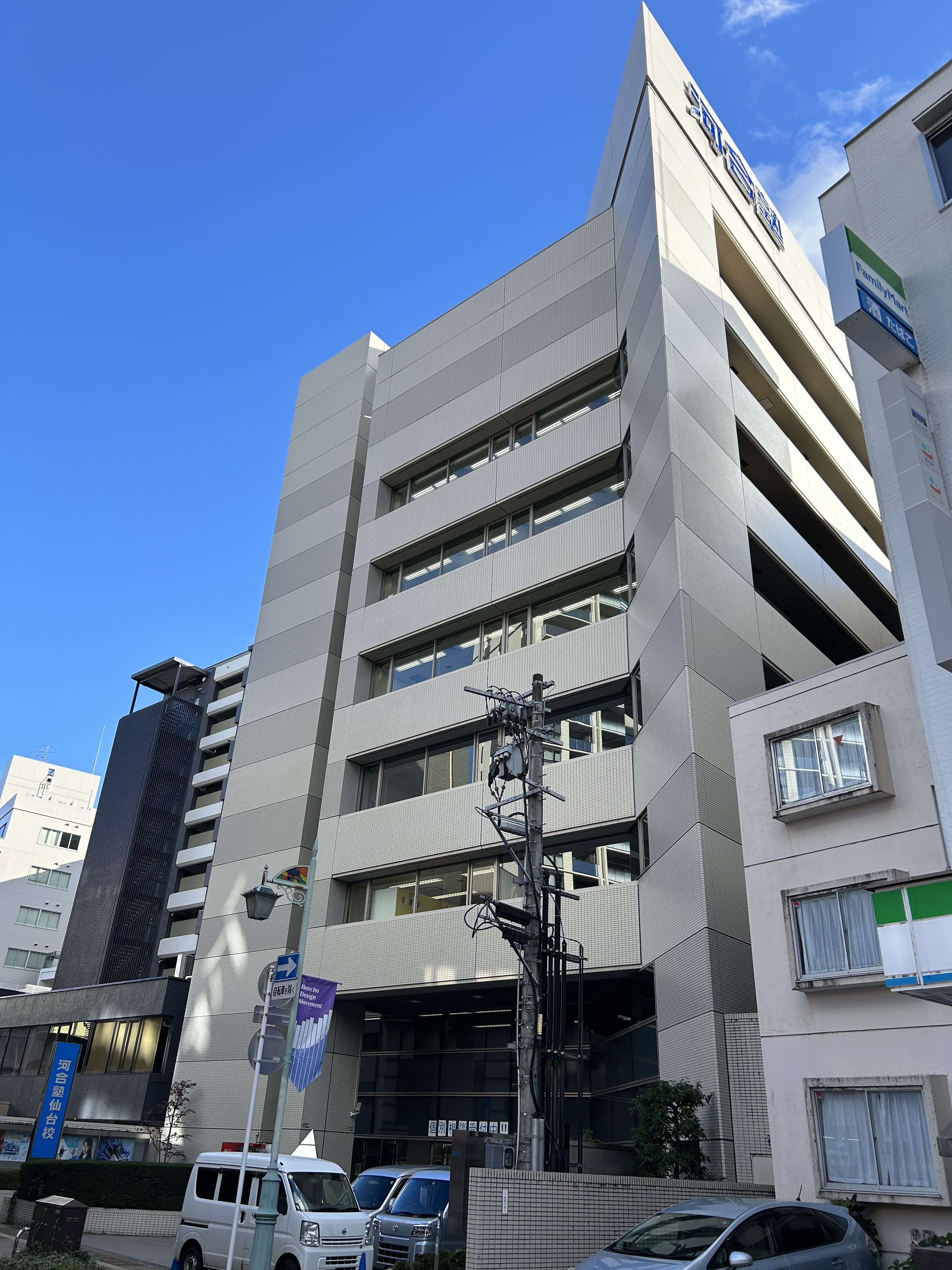
アカデミア館（2024年11月）

専修学校河合塾仙台校（せんしゅうがっこうかわいじゅくせんだいこう）は、学校法人河合塾が運営する宮城県仙台市青葉区本町に所在する予備校（専修学校）。
2022年（令和4年）3月31日までは学校法人文理学院が運営する校舎であった。

## 概要
1991年、仙台にあった予備校の「文理予備校」を吸収し、「河合塾文理」として開校した。
開校前、「文理予備校」は東北最大級の予備校と言われていたが、代々木ゼミナールが仙台に進出した事などの影響により生徒が減少し、経営が低迷していた。そこで河合塾は、吸収合併のもとに、てこ入れすることを提案したが、文理予備校に合併反対勢力があったため、まずは1991年に業務提携という形で「河合塾文理」として開校したのち、2006年に現在の名称である「河合塾仙台校」となった。
なお、2022年までは文理予備校の後継団体である、学校法人文理学院が運営を継続していたが、現在では、河合塾直営の校舎となっている。
2025年に大学受験科（浪人生）の授業を従来のアカデミア館からベリスタ館に集約し、アカデミア館の運用を（一部イベントを除き）終了した。これにより、アカデミア館、ベリスタ館合わせて31あった授業用の教室が20まで減り、また自習室の席数も50席近く減った。
文理学院運営時代においても、学校法人河合塾の仙台事務所は直営校舎を設けていない地区の主要都市に設置される機関であった。
また、文理学院運営時代には、昼休みにセンター30分ドリルを実施したり、模試・校内テストの成績で赤点を取ると閉館時間まで居残り補講を強制していたことがあり、かつて河合塾グループの中では校風が厳しいことでも知られていた。

## 校舎

### ベリスタ館

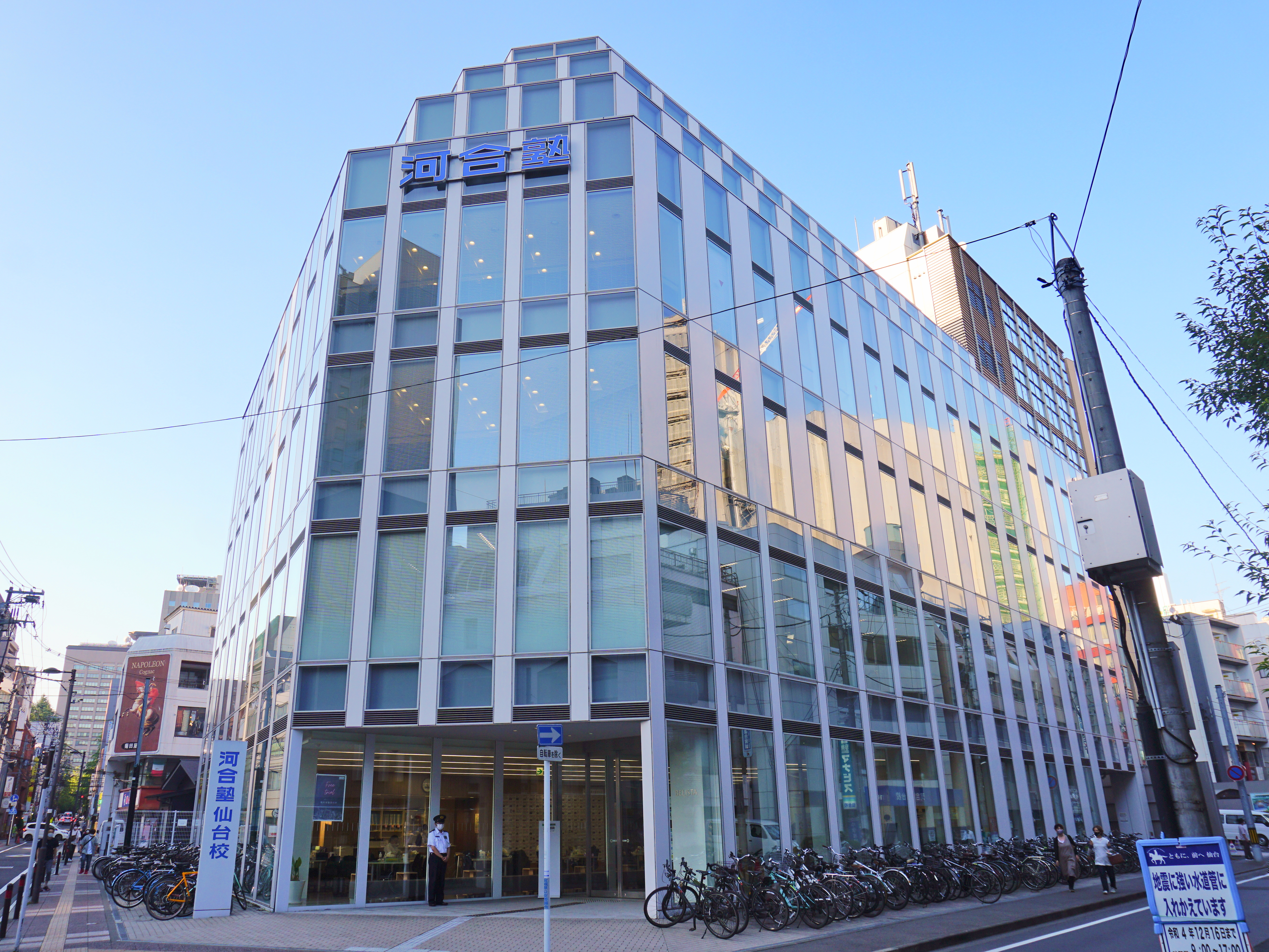
ベリスタ館
(2022年9月)

2010年4月に開館した、ガラス張りが特徴の校舎。
開館から長らくの間、現役生用の校舎とされてきたが、2025年よりアカデミア館と統合し、大学受験科（浪人生）の授業もベリスタ館で行われるようになった。
また、これに合わせ2024年にはベリスタ館のリニューアル工事が行われ、空調設備が最新のものになった他、2階にあったベリスタ自習室が廃止、大教室が増設された。

### アカデミア館
文理学院と河合塾が共同で設立した、8階建ての校舎（1991年3月竣工）。
アカデミア館はバブル期に建設されたこともあり、1階には2階講師室に直結する螺旋階段や正面玄関にはアカデミア館・河合塾のロゴが施されたライトオブジェクトが設置されてたりと、所々に豪華さを感じさせるところがある。
8階には、ブース式自習室「スカイエイト」があり、吹き抜けでかなり高い天井が印象的である。
開館以来、浪人生向けのほとんどの授業はアカデミア館で行われていたが、ベリスタ館に集約する方針を受け、2025年3月でアカデミア館での全ての授業が終了となり、ベリスタ館に移行された。
また、8階スカイエイト自習室も2025年8月1日の新自習棟開館に伴い同年7月31日をもって使用終了となった。
現在アカデミア館は、全統模試や講演会、高卒生激励会などの一部イベントでのみ使用されている。

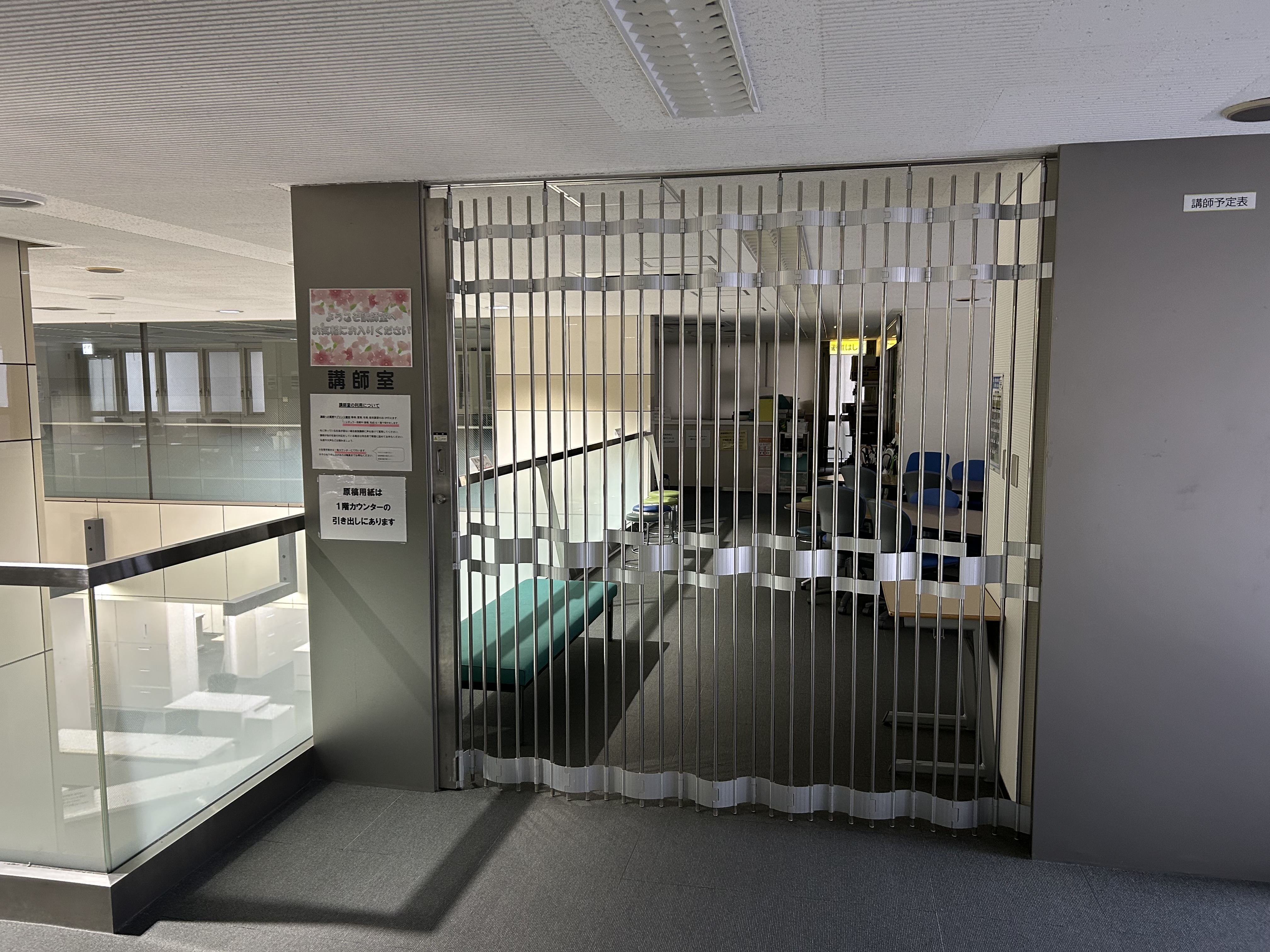
閉鎖されたアカデミア館2階講師室（2025年5月）

### 自習棟

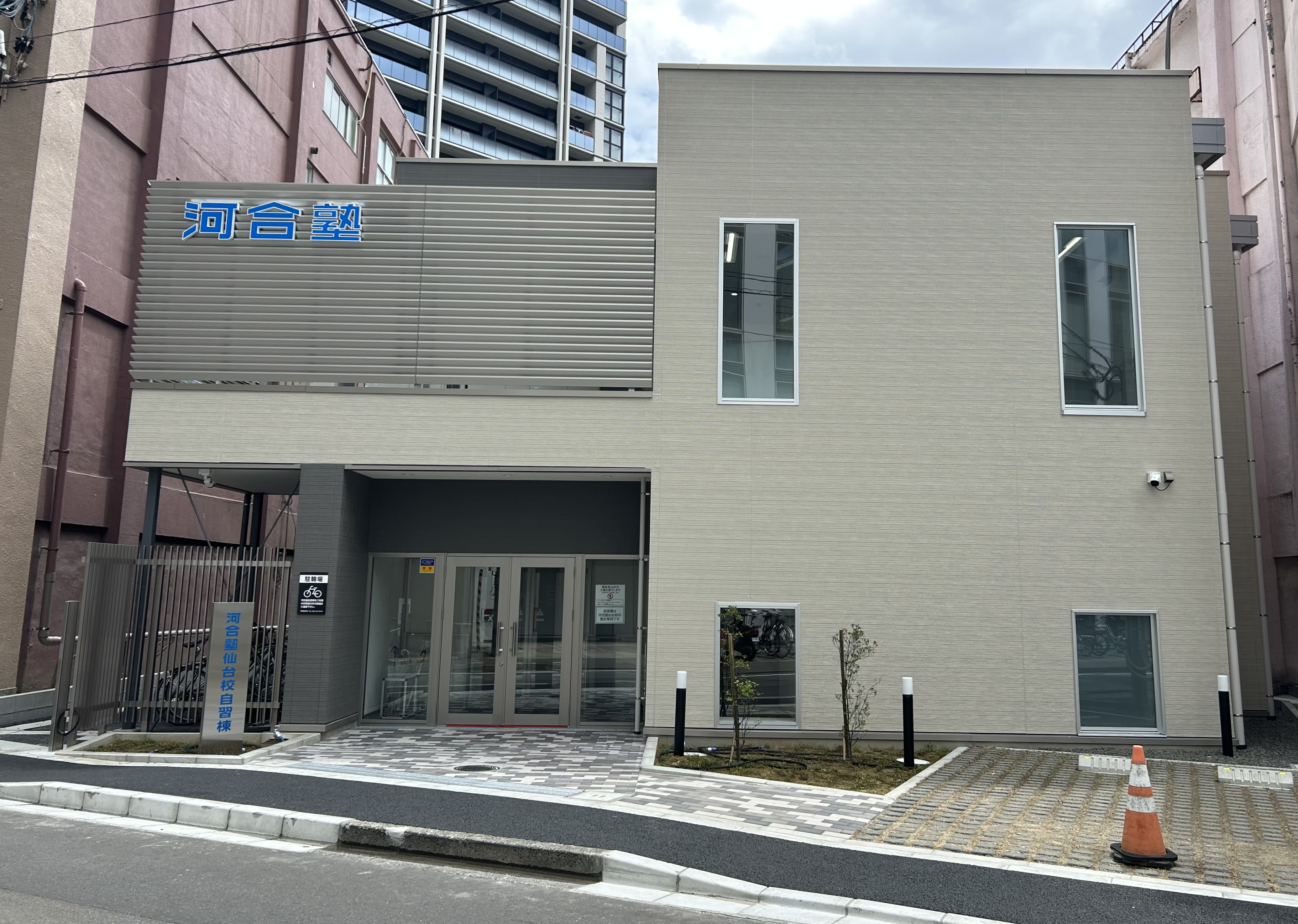
河合塾仙台校自習棟(2025年8月)

1号館跡地に建設された自習専用の2階建ての校舎。2025年8月1日開館。
1階77席、2階210席、音読室3室の計290席で構成されている。一部に女性専用席が設けられている。
食事スペースや自動販売機、コピー機、情報ステーション等の設備は無く、完全自習専用の非常に簡素な建物となっている。
旧スカイエイト自習室（219席）と旧ベリスタ自習室（120席）とを合わせると従来より約50席ほど座席数が削減され、事実上仙台校の自習室としての規模が縮小された。
また、1階の半分にはアカデミア館から移転された学校法人河合塾 北海道東北営業部が所在している。

### 5号館
ひのき進学グループの本町教室が入居している。
2025年3月までは中学生向けの河合塾NEXTが入居していた。

### かつて存在していた校舎

#### 駅前校舎
仙台駅東口に所在していた校舎。

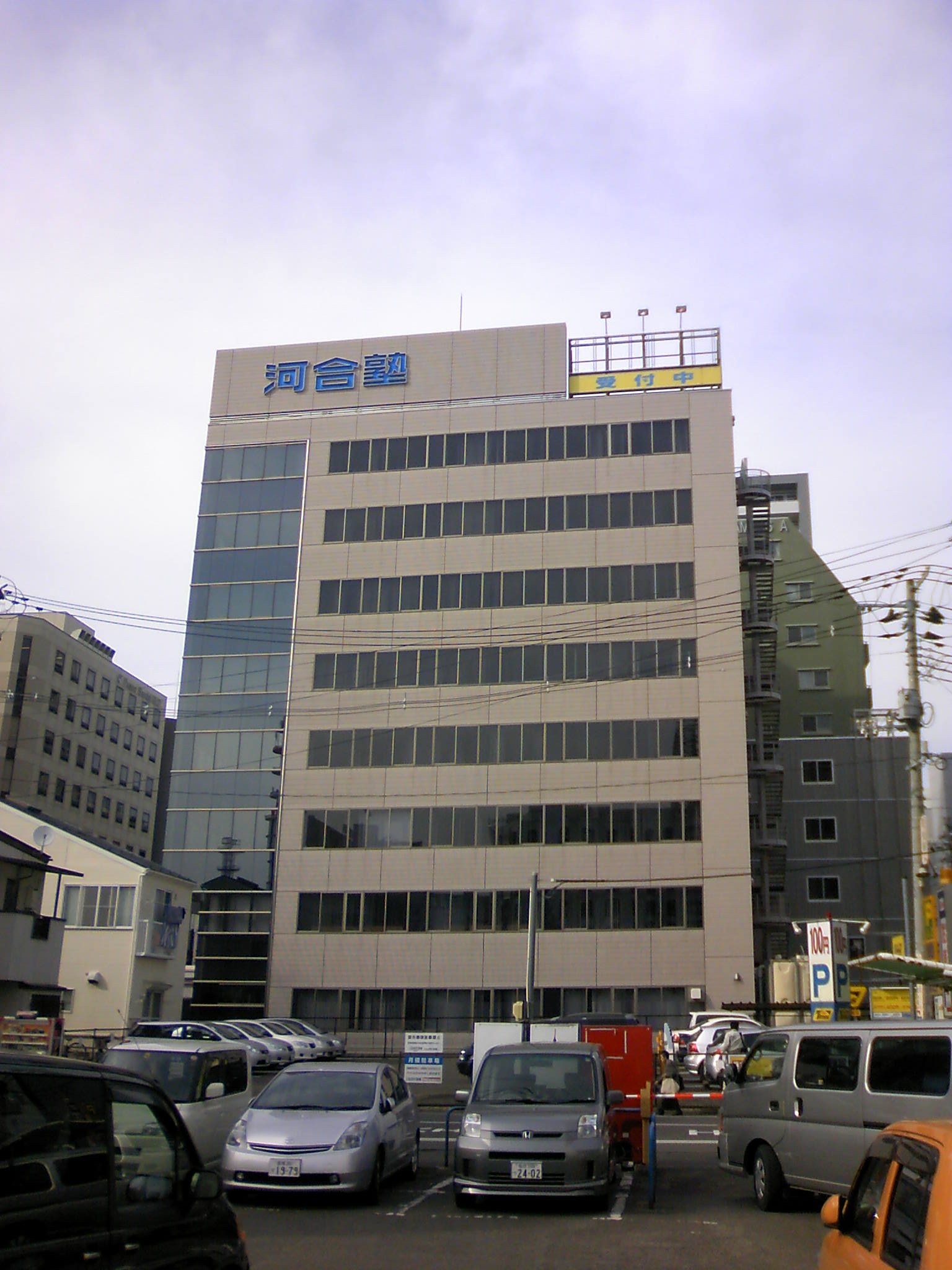
駅前校舎(現・四谷学院仙台校)
(2010年6月)

駅前校舎は「現役生専用校舎」として活用され、河合塾直営校における「現役館」に相当する校舎であった。8階には、ブース式自習室「スペースエイト」があり、ここは浪人生でも使用可能な自習室であった。
上述のベリスタ館の開館に伴い、2010年に閉鎖され、2011年2月15日より株式会社四谷学院に売却、2012年に予備校の「四谷学院　仙台校」として開校した。

#### 中央校舎(本館）
現在のベリスタ館の場所に位置していた校舎。
河合塾文理は中央校舎(本館）を浪人生専用校舎としており、季節講習の期間を除き、原則として浪人生向けの授業以外は開講されなかった。

#### 1号館
1階に書店「るーぶる河合塾」、河合塾マナビス本町校が入居していた。２階～５階には授業用の教室があった。
1号館跡地には、現在自習棟が建っている。

#### 2号館
2・3階に普通教室が設けられていた。かつては1階に学生食堂「サンピア」が営業されていた。この食堂は、誰でも入店することが可能であり、混雑時には塾生に混じって本町界隈のサラリーマン、公務員が食事を摂る風景が見受けられた。現在解体され民間駐車場になっている。

#### 3・4・6・7号館
駅前校舎が設置される前は中央校舎には他にも建物があったが、現在は解体・売却され、民間駐車場になっている。

#### サデチ館
自習室専用校舎であったが、現在は民間駐車場になっている。

## 河合塾文理
現在の「河合塾仙台校」となる前は、河合塾文理という名称であった。

### 文理予備校としての開校
開校当初は学校法人東北文理学園(のちに文理学院)・文理予備校という名称であり、この時から東北最大の予備校としての地位を確立していた。しかし、代ゼミの仙台進出後に生徒数が減少し、経営が悪化したため、河合塾が文理予備校を吸収合併しててこ入れすることを提案。しかし文理予備校では反対運動が起きたため、文理予備校の一部が仙台文理に分裂。そのため河合塾は文理予備校を運営する文理学院との合併を断念し、代わりに文理学院と河合塾との間で提携を結び、河合塾グループに入ることで合意した。その後、文理予備校は1991年に河合塾文理に、2006年には河合塾仙台校に改称し、さらに2022年には文理学院が法人として解散したため、これまで河合塾グループとして運営されていたものが、完全に河合塾直営となった。

### 名称変更について
文理学院は、2006年4月1日より校名を「河合塾仙台校」とすることを発表。同時期には河合塾グループである札幌予備学院が河合塾に吸収合併し「河合塾札幌校」に改称されている。

## 河合塾NEXT
東北地区における「小学・中学グリーンコース」の教室名で、(株)文理ラーニングが運営していたが、2025年3月に精算し、閉鎖され、仙台市で「ひのき進学教室」などを運営するスクールプルミエとの間に業務提携を結び移管となった。
存在した校舎
- 本町教室
- 泉教室
- 八幡教室
- 長町教室
- 上杉教室
- 中山吉成教室
- 宮城野教室
- 五橋教室

## コース・クラス
現役生向けの「高校グリーンコース」と、高卒浪人生向けの「大学受験科」の2コースを設置している。

## 在籍講師
仙台校は東京からのアクセスが悪くない（新幹線で1時間40分程度、河合塾は講師に移動手当を支給している）ため、首都圏をメインに出講している講師もいる。首都圏の複数校舎（本郷校や池袋校など）に出講した後、新幹線を利用して毎週1日〜3日程度滞在し、仙台校の授業に出講する。また、東北地区所属の講師は現役館（駅前校舎）との掛け持ちや地元で副業を行っている人もいるが、これは東北地区が首都圏地区と比べて校舎数が絶対的に少なく、各校をローテーションする場合は首都圏に居住した方が都合がよいからであると考えられる。

## 所在地
- ベリスタ館：仙台市青葉区本町2-12